# Irren ist männlich
Irren ist männlich ist eine deutsche Filmkomödie aus dem Jahr 1996 von Regisseurin Sherry Hormann.

## Handlung
Thomas Neumann ist ein erfolgreicher und zufriedener Anwalt mit Frau, zwei Kindern – und einer leidenschaftlichen Geliebten. Diese fordert ganz entschieden ein Kind von ihm. Da es mit dem Schwangerwerden nicht klappen will und Susanne sich schon hat untersuchen lassen, schickt sie Thomas zum Arzt. Der fällt bei der Mitteilung, er sei seit einer Mumpserkrankung in der Jugend unfruchtbar, aus allen Wolken. Wer ist der Erzeuger seiner beiden Kinder? Thomas versucht nun, verdeckt zu ermitteln, wer der fruchtbare Nebenbuhler gewesen sein könnte. Schließlich sieht seine Frau die einzige Rettung ihrer Ehe darin, den biologischen Vater der Kinder – seinen Bruder Johannes, einen Priester – dazu zu bringen, auch mit ihrer Nebenbuhlerin ein Kind zu zeugen, damit Thomas wieder an seine Zeugungsfähigkeit glaubt und seine Nachforschungen einstellt. Der Film endet mit der Taufe.

## Kritiken
„Die Suche des Gatten nach dem wahren Begatter gerät bei der Deutschfilmerin Sherry Hormann (Frauen sind was Wunderbares) zur gepflegten Fruchtbarkeitsfarce. Aber so flott die Sperma-Gags auch schwimmen – allzu viele verfehlen ihr Ziel. Diagnose: humoristische Zeugungsschwäche.“

„Weitgehend platte Komödie, in den heiklen Situationen zwar nicht peinlich, aber holprig in der Dramaturgie und ohne Witz. Auch Bildgestaltung und Musik ragen über gängige Fernsehware nicht hinaus. Überzeugend ist allein das pointierte Spiel der beiden Hauptdarsteller.“